# 安藤庄平
安藤 庄平（あんどう しょうへい、1933年9月2日 - 2011年5月20日）は、日本映画のキャメラマン、映画特撮監督。

## 略歴
東京都目黒区出身。日活で姫田真佐久のキャメラマン助手を務め、後にキャメラマンとなる。ロマンポルノ初期では小柳深志という変名を使っていた。
2011年5月20日、心不全のため東京都内の病院で死去。77歳没。

## 主な撮影作品
- 女子学園 ヤバい卒業
- シベリア超特急
- アカシアの雨がやむとき
- (秘)色情めす市場
- バージンブルース
- 十八歳、海へ
- 四万十川
- 恋の狩人 ラブ・ハンター　*小柳深志名義
- 泥の河
- スローなブギにしてくれ
- 遠雷
- 暗室
- 麻雀放浪記
- 夢千代日記
- 帝都大戦
- 死の棘
- 愛について、東京（1993年）